# 75e parallèle sud
Pour les articles homonymes, voir 75e parallèle.
En géographie, le 75e parallèle sud est le parallèle joignant les points de la surface de la Terre dont la latitude est égale à 75° sud.

## Géographie

### Dimensions
Dans le système géodésique WGS 84, au niveau de 75° de latitude sud, un degré de longitude équivaut à 28,902 km ; la longueur totale du parallèle est donc de 10 405 km, soit environ 26 % de celle de l'équateur. Il en est distant de 8 327 km et du pôle Sud de 1 675 km,.

### Régions traversées
Le 75e parallèle sud passe au-dessus de l'Antarctique sur plus des deux-tiers de sa longueur, le reste étant situé sur l'océan Austral.
Le tableau ci-dessous résume les différentes zones traversées par le parallèle :
| Zone                           | Début                 | Fin                   | Longueur (km) |
| ------------------------------ | --------------------- | --------------------- | ------------- |
| Antarctique                    | 75° 00′ S, 18° 34′ O  | 75° 00′ S, 162° 49′ E | 5 242         |
| Océan Austral (mer de Ross)    | 75° 00′ S, 162° 49′ E | 75° 00′ S, 137° 05′ O | 1 737         |
| Antarctique                    | 75° 00′ S, 137° 05′ O | 75° 00′ S, 111° 45′ O | 732           |
| Océan Austral                  | 75° 00′ S, 111° 45′ O | 75° 00′ S, 99° 26′ O  | 356           |
| Antarctique                    | 75° 00′ S, 99° 26′ O  | 75° 00′ S, 64° 08′ O  | 1 020         |
| Océan Austral (mer de Weddell) | 75° 00′ S, 64° 08′ O  | 75° 00′ S, 18° 34′ O  | 1 317         |
| Antarctique                    | 75° 00′ S, 18° 34′ O  | 75° 00′ S, 162° 49′ E | 5 242         |